# 左近允孝之進

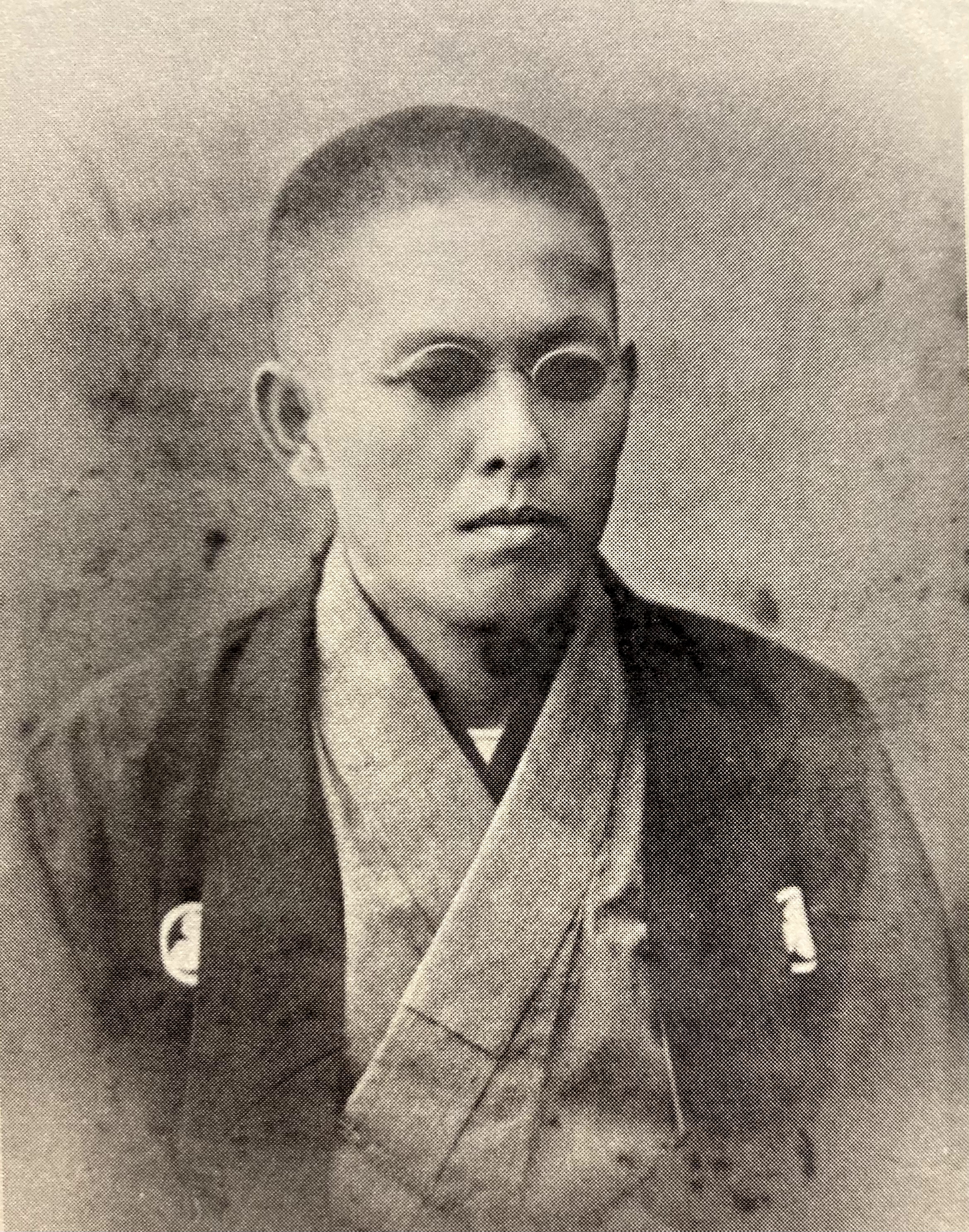
左近允孝之進

左近允 孝之進（さこんじょう こうのしん、1870年5月31日（明治3年5月2日） - 1909年（明治42年）11月11日）は、日本の思想家、教育者、社会事業家である。自身が失明した後、視覚障害者の権利向上のため、盲学校の創設、日本初の点字新聞全国版の創刊、日本初の点字プリンターの開発などを手がけた。

## 来歴
現在の鹿児島県鹿児島市上龍尾町に生まれる。
1888年（明治21年）10月、東京専門学校（現・早稲田大学）政治科に入学するが、翌1889年（明治22年）2月に除籍となる
1894年（明治27年）、日清戦争に従軍し、軍曹まで昇進する。しかし、1896年（明治29年）、白内障により失明した。鍼按術（鍼灸と按摩）を学ぶ。
1899年（明治32年）に今村増江と結婚。
1902年（明治35年）、日本組合神戸多聞基督教会（現・日本基督教団神戸多聞教会）でキリスト教の洗礼を受ける。
1905年（明治38年）6月、私立神戸訓盲院（現・兵庫県立視覚特別支援学校）を創設する。二面刷り点字活版機をの特許を取得した。同年7月に六光社を創設する。
1906年（明治39年）1月、日本初の点字新聞『あけぼの』を創刊した。同年、日本盲人会の発起人となり、会を発足させた。
1909年（明治42年）、肺結核により死去。

## 業績・活動

### 点字プリンターの開発
1905年（明治38年）4月、日本点字の普及の速さに対し、点字出版物の刊行が追い付いていないことに問題意識を覚え点字木製活版機を試作する。点字版『教育勅語』『高等小学読本　巻一』を印刷した。その際、大量印刷と長期使用のためには金属製点字活版機を作る必要があると考え、神戸多聞基督教会の信徒の伝手をたどり、開発に着手。イライザ・タルカットらの資金援助により日本国内初の日本語点字プリンターを完成させた。その後、点字新約聖書の部分訳である日本語版『四福音書』（ヨハネ伝・ルカ伝・マタイ伝・マルコ伝） を日本で初めて全国出版している。

### 点字新聞『あけぼの』創刊
1906年（明治39年）1月1日、視覚障害があっても情報を得られるようにと考え、点字新聞『あけぼの』を創刊した。紙面の内容は、国内および海外の時事問題の他、教育、福祉、生活の工夫、視覚障害者向け求人、内村鑑三のキリスト教学説など、多岐にわたる。

### 日本盲人会の創設
1906年（明治39年）前半に、奥村三策、好本督らとともに日本全国規模の視覚障害者福祉、教育団体である日本盲人会を創設した。会の発足目的は視覚障害者への教育、就労支援、点字出版物の発刊促進である。

## 主要著作
- 『盲人之教育』左近允孝之進（発行）・中村徳蔵（印刷）、1905年[6]
- 『盲人点字独習書：一名・点字教授法』如泉堂　1905年[7]
- 点字版『盲人点字教科書』1905年[8]
- 点字版『早稲田中学講義』六光社、1906年[9]
- 点字新聞『あけぼの』六光社、1907年 - 1912年